# (26107) 1991 GZ5
A (26107) 1991 GZ5 a Naprendszer kisbolygóövében található aszteroida. Eric Walter Elst fedezte fel 1991. április 8-án.